# Сандерс, Фрэнк
Франклин Бонн «Фрэнк» Сандерс, мл. (англ. Franklyn Bonn "Frank" Sanders, Jr. , 8 марта 1949, Сент-Пол, штат Миннесота, США — 17 февраля 2012, Вудбери, штат Миннесота, США) — американский хоккеист, защитник, серебряный призёр зимних Олимпийских игр в Саппоро (1972).

## Карьера
Начал играть за колледж Университета Миннесоты, с которым выиграл первенство Западной конференции Ассоциации хоккея (1969). В следующем году был капитаном команды, был награждён премией Джона Мариуччи как самый ценный игрок. В сезоне 1972/73 выступал за клуб WHA Minnesota Fighting Saints. На зимних Олимпийских играх в Саппоро (1972) вместе со сборной США выиграл серебряные награды.
Прервал свою карьеру неожиданно, став пастором Библейской церкви Духа Жизни (Spirit of Life Bible Church) в Вудбери, штат Миннесота.